# Orford (Suffolk)
Orford is een klein stadje en civil parish in het bestuurlijke gebied East Suffolk, in het Engelse graafschap Suffolk met ongeveer 700 inwoners. Samen met het piepkleine Gedgrave vormt het de civil parish Orford and Gedgrave.

## Geografie
Orford is gelegen aan de Orford Ness, een lange, brede landtong tussen de Noordzee en de rivieren Ore en Alde. In 1853 werd hier een van de eerste onderzeese telegraafkabels aan land gebracht, die een verbinding vormde met Scheveningen. In de jaren zeventig van de 20e eeuw werd op de Orford Ness een enorm radarstation gebouwd vanwege de Koude Oorlog. Tegenwoordig is het een natuurgebied, beheerd door de National Trust.

## Geschiedenis
In de Middeleeuwen was Orford zeer welvarend door zijn haven en leefde het voornamelijk van de visserij. In 1298 werd Orford voor het eerst vertegenwoordigd in het Engelse parlement, maar het duurde tot 1529 voordat vaste vertegenwoordiging volgde.
Tussen 1165 en 1173 werd Orford Castle door koning Hendrik II gebouwd in de nabijheid van de stad om het koninklijk gezag in de regio te verstevigen. Orford was vanaf de 17e eeuw ook de naam van een graafschap.

## Economie
De belangrijkste bron van inkomsten in Orford is het toerisme. Naast het kasteel, dat geldt als een van de best bewaarde van zijn tijd, zijn boottochten langs de Orford Ness en de jachthaven belangrijke trekpleisters. Bovendien zijn er steeds meer Engelsen die een tweede huis kopen, waardoor het stadje gedurende de laatste 20 jaar flink is uitgebreid.